# Baigneux-les-Juifs
 Baigneux-les-Juifs  là một xã ở tỉnh Côte-d'Or trong vùng Bourgogne, phía đông nước Pháp. Khu vực này có độ cao trung bình 404 mét trên mực nước biển.